# کبوترهای صورتی
کبوترهای صورتی یا قمری‌های صورتی (نام علمی: Nesoenas)، یک سرده از پرندگان خانواده کبوتران است. اغلب با قمری‌های معمولی در سردهٔ قمری‌های یا کبوترهای نمادین (کلومبا) گنجانده می‌شود. توسط کسانی که آن را پذیرفتند، معمولاً آن را به عنوان آرایه تک‌نماد تلقی می‌کردند که تنها دارای گونه کبوتر صورتی (N. mayeri) در موریس بود.
تجزیه و تحلیل اخیر شاخه‌بندی از mtDNA سیتوکروم ب، سیتوکروم اکسیداز سی زیرواحد I و NADH دهیدروژناز ۲، و همچنین داده‌های توالی اینترون ۷ β-فیبرینوژن هسته‌ای، همراه با ریخت‌شناسی و رفتار متمایز، نشان می‌دهد که سردهٔ معتبر است اما تک‌نماد نیست. سردهٔ Nesoenas در واقع باید به دودمان ظاهراً تک‌تبار Columbidae از منطقه ماداگاسکار - جزایر ماسکارین اشاره کند. اگرچه بیشتر به هر دو سردهٔ استرپتوپلیا و کلومبا مرتبط است، اما نمی‌توان آن را به صراحت یکی از شاخه‌های پایه هر یک از این دو در نظر گرفت.

## گونه‌ها
این سرده دارای سه گونه است که یکی از آنها اکنون منقرض شده‌است:
- قمری مالاگاسی Nesoenas picturatus
- † کبوتر رودریگز، Nesoenas rodericanus – منقرض‌شده (پیش از سال ۱۶۹۰؟)
- کبوتر صورتی، Nesoenas mayeri

یکی دیگر از گونه‌های منقرض‌شده ممکن است وابسته به این سرده باشد:
- † کبوتر موریتانی، Nesoenas cicur